# Estación Llanos de Soto
Llanos de Soto es una estación de ferrocarril que se halla dentro de la ciudad homónima, en la Región de Atacama de Chile. Fue parte del Longitudinal Norte y del ramal Huasco-Vallenar, siendo el punto de conexión entre ambas líneas, y actualmente se encuentra inactiva, aun cuando sus vías siguen siendo utilizadas para el transporte de carga por parte de Ferronor.

## Historia
Si bien las vías donde se encuentra la estación fueron construidas inicialmente como parte del ferrocarril que conectaría las localidades de Huasco y Vallenar, siendo dicha obra llevada a cabo entre 1889 y 1894, y posteriormente en 1914 como punto de conexión con el Longitudinal Norte, no existen registros de esta estación en los primeros años de funcionamiento de dichas vías; Santiago Marín Vicuña no la contempla en su listado de estaciones en 1916, así como tampoco aparece en mapas oficiales de 1929.
En 1963 no existía la estación en las estadísticas de la Empresa de los Ferrocarriles del Estado; es recién en 1969 cuando la estación ya aparece en mapas prestando servicios.
La estación dejó de prestar servicios de pasajeros cuando el Longitudinal Norte fue suspendido en junio de 1975. Sin embargo, la estación está actualmente operativa, al igual que las de la estación Vallenar, son utilizados por Ferronor, propietaria del trazado de la antigua Red Norte de la Empresa de los Ferrocarriles del Estado.

## Infraestructura
El recinto de la estación se encuentra en operaciones, posee una maestranza para locomotoras y carros, un patio de maniobras, y además cuenta con oficinas administrativas y operaciones de Ferronor, siendo el reemplazo de buena parte de las actividades que ocurrían en la estación Vallenar.

## Servicios

### Carga
Es estación de tránsito para los trenes de carga que provienen desde la Mina Los Colorados, además de otros destinos como Planta de Pellets y el muelle mecanizado en el puerto Guacolda II de Huasco.